# دروغین‌آب‌شش‌ها
دروغین‌آب‌شُش‌ها (نام علمی: Nothobranchius) نام یک سرده از تیره دروغین‌آب‌ششان است.